# Ciudad censal
En la India y en algunos otros países, una ciudad censal es aquella que cumple determinados criterios.

## India
En India, una ciudad censal (census town) es aquella que no se notifica por ley ni se administra como ciudad, pero cuya población ha alcanzado características urbanas. Sus características son las siguientes:
- La población excede los 5000 habitantes.
- Al menos el 75% de la población activa masculina está empleada fuera del sector agrícola.
- Una densidad de población mínima de 400 personas por km²[3][4]

Algunos ejemplos de ciudades censales serían:
- Greater Noida y Chakeri en Uttar Pradesh
- Chittaranjan en Bengala Occidental
- Amini en el archipiélago de las Laquedivas
- Deolali en Maharashtra

### Censo de 2011
El número de ciudades censales en la India aumentó de 1.362 en 2001 a 3.894 en 2011. Según Pradhan (2013), estas ciudades censales representan el 30 % del crecimiento urbano en la última década. También señala que el mayor aumento en la cantidad de ciudades censales se registró en los estados de Bengala Occidental y Kerala. 

#### Notificación del Ministerio de Desarrollo Urbano
En mayo de 2016, el Ministerio de Desarrollo Urbano del Gobierno de la India pidió a los 28 estados de la India que tomaran medidas para iniciar el proceso de reconocimiento de las ciudades censales como áreas urbanas. El argumento dado para esta conversión fue que se requiere un Organismo Local Urbano (ULB) legal para garantizar el desarrollo planificado de estas áreas. En esta notificación, Rajiv Gauba, Secretario (Desarrollo Urbano) señaló: 
The opportunity of planned urban development might get lost if unplanned construction and ad hoc provisioning of infrastructure is allowed to take place over a long time.
La oportunidad para el desarrollo urbano planificado podría perderse si se permite la construcción no planificada y el aprovisionamiento ad hoc de infraestructura durante un tiempo prolongado.
Además, el Ministerio, en la notificación informada a los estados de que pueden beneficiarse de otorgar estatus legal a estas ciudades. Con un mayor número de ciudades estatutarias, los estados podrían obtener más dinero del Centro según el 14º Informe de la Comisión de Finanzas. Además, bajo la Misión de Atal para el Rejuvenecimiento y la Transformación Urbana (Atal Mission for Rejuvenation and Urban Transformation, AMRUT), se da un peso del 50% al número de ciudades estatutarias en el estado para determinar la asignación de fondos al mismo. 
Tras esta notificación, el gobierno del estado de Maharashtra convirtió 19 ciudades censales en el estado en ciudades estatutarias legales. Estas 19 ciudades se encuentran muy cerca de la Pune y se espera que esta conversión disminuya las presiones demográficas sobre la ciudad.

## Irlanda
Según la Oficina Central de Estadísticas de Irlanda, una ciudad censal (census town) por definición tiene un «grupo de cincuenta o más viviendas ocupadas, sin un límite legalmente definido, en el que dentro de una distancia de 800 metros hay un núcleo de treinta casas ocupadas a ambos lados de la vía o veinte casas ocupadas a un lado de la vía». Las ciudades censales eran distintas de las ciudades municipales; estas últimas, que tenían límites legalmente definidos y poderes del gobierno local, fueron abolidas por la Ley de Reforma del Gobierno Local de 2014.